# Voïvodie de Lublin (1474-1795)
Ne doit pas être confondu avec Voïvodie de Lublin ou Voïvodie de Lublin (1975-1998).
1474–1795
Entités précédentes :
- Voïvodie de Sandomir
( Royaume de Pologne)

Entités suivantes :
- Nouvelle-Galicie
( Monarchie de Habsbourg)

La voïvodie de Lublin (en polonais : Województwo Lubelskie ; en latin : Palatinatus Lublinensis) était une division administrative du royaume de Pologne de 1474 de 1569 puis de la république des Deux Nations de 1569 à 1795. Avec les voïvodies de Cracovie et de Sandomir, elle faisait partie des terres de la Petite-Pologne historique au sein de la vaste province de Petite-Pologne qui comptait onze voïvodies. La capitale de la voïvodie se situait à Lublin. 
Créée à partir de trois comtés de l'est de la voïvodie de Sandomir, la voïvodie de Lublin avait deux sénateurs au Sénat du royaume de Pologne : le voïvode et le châtelain de Lublin. Des Sejmiks locaux étaient organisés à Lublin. Au cours du troisième partage de la Pologne en 1795, cette région fut en majeure partie annexée par la monarchie de Habsbourg. 

## Histoire

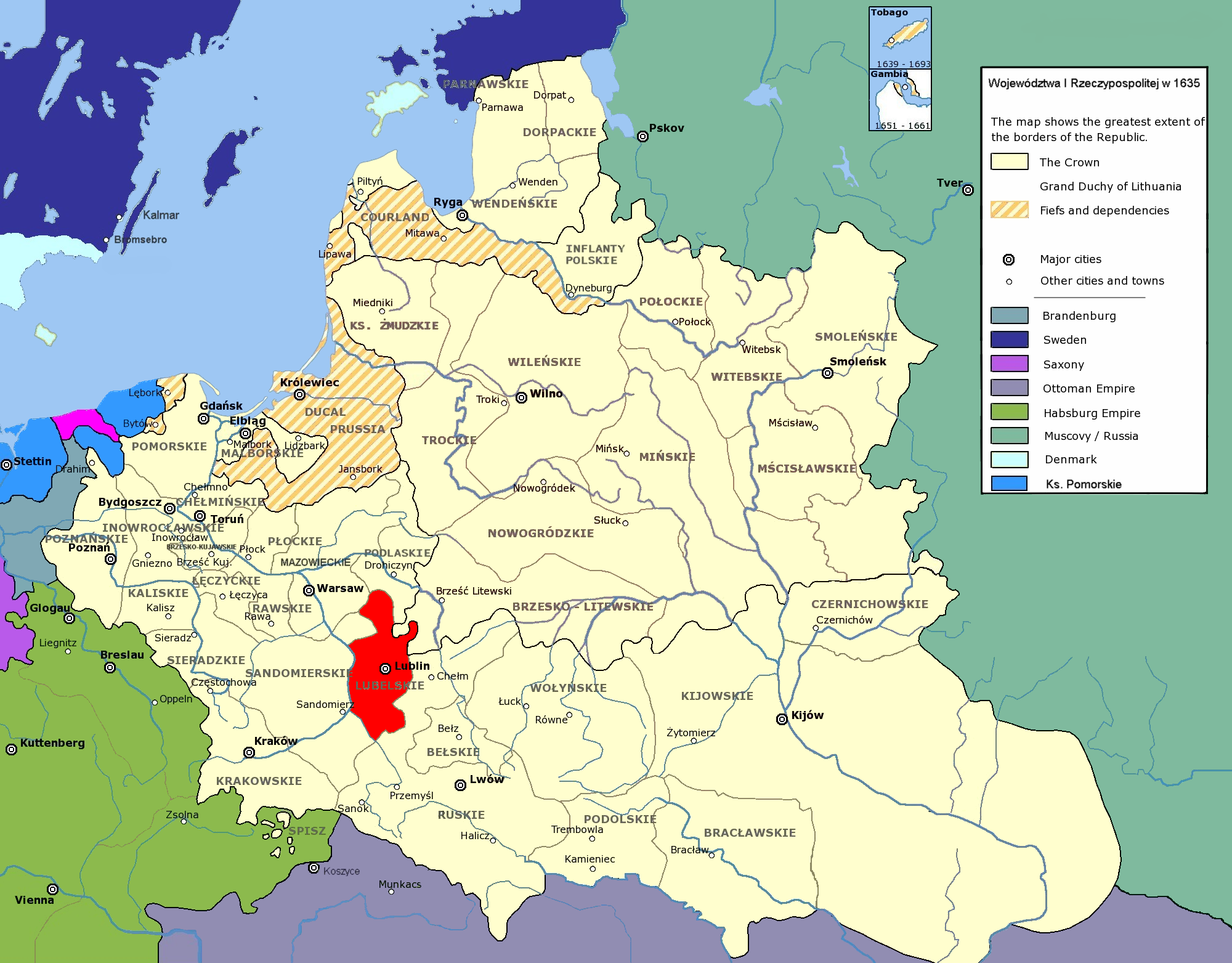
La voïvodie de Lublin au sein de la république des Deux Nations, 1635.

L'ensemble du territoire de la voïvodie était situé à l'est de la Vistule, et ses limites n'ont pas changé depuis sa création en 1474, jusqu'à sa dissolution par les autorités autrichiennes en 1795, au cours du troisième et dernier partage de la Pologne. 
Après 1795, toute la voïvodie de Lublin devint une partie de la « Nouvelle-Galicie » rattachée à la province autrichienne de Galicie et Lodomérie. À la suite de la victoire polonaise dans la guerre austro-polonaise de 1809, l'ancienne voïvodie de Lublin fut reconquise par les Polonais et incluse dans l'éphémère duché de Varsovie. Après la dissolution du duché, à partir de 1815, il faisait partie du royaume du Congrès sous contrôle russe. 
Parmi les principales villes de la Pologne contemporaine appartenant à la voïvodie figurent Biłgoraj, Kraśnik, Lubartów, Leczna, Opole Lubelskie, Łuków, Parczew, Puławy, Radzyń Podlaski, Siedlce et Świdnik.

Dans son livre Géographie historique des terres de l'ancienne Pologne, Zygmunt Gloger donne une description détaillée de la voïvodie de Lublin ainsi que du pays de Łuków :
Le fait que la région entre la Vistule et le Bug appartenait à la Pologne sous le règne de Bolesław Chrobry est confirmé par les chroniques de l'époque de la dynastie des Piast. Jan Długosz écrit que le pays de Lublin était densément peuplé d'agriculteurs et d'autres colons, mais que sa population fut décimée en 1244, lors d'un raid mené par les Lituaniens, les Vieux-Prussiens et les Yotvingiens (en), après quoi il se transforma en un désert (...)
Les premiers châtelains de Lublin sont mentionnés en 1230. Ils résidaient dans un château défensif, et ce territoire faisait partie du duché de Sandomierz (...) Le roi Casimir IV Jagellon, conscient du fait que la voïvodie de Sandomierz était trop grande, en sépara les parties situées derrière la Vistule et le San, créant ainsi la voïvodie de Lublin. Cela a été confirmé par le Sejm de Piotrków Trybunalski en 1474. Le premier voïvode de Lublin fut Dobieslaw Kmita de Wiśnicz (...)
La superficie totale de la voïvodie était de 200 miles carrés, dont le comté de Lublin a pris 105 miles carrés, le comté d'Urzędów environ 60 miles carrés et le pays de Łuków environ 35 miles carrés. Au XVIe siècle, elle comptait 34 villes, 663 villages et 82 paroisses catholiques romaines (...) La voïvodie avait deux sénateurs, qui étaient le voïvode et le châtelain de Lublin. Les sejmik ont eu lieu à Lublin, où six députés ont été élus à la Diète de la République des Deux Nations et deux députés au Tribunal de Petite-Pologne. Le recrutement local du Pospolite ruszenie s'organisait près de Lublin, et la voïvodie plusieurs starosties, situés à Lublin, Łuków, Urzędów, Parczew, Kazimierz Dolny, Wawolnica, Kakolewnica, Zbuczyn et d'autres (...)

 Des trois parties de la Petite-Pologne proprement dite, la voïvodie de Lublin était idéalement située près de trois rivières navigables : la Vistule, la San et la Wieprz. Il y avait aussi un sol fertile et un certain nombre de monuments historiques.

## Siège et division administrative

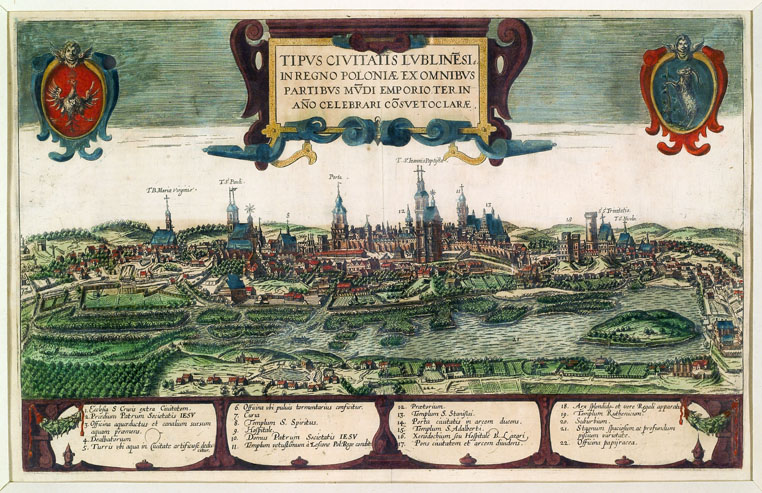
Lublin, capitale de la voïvodie, au XVIIe siècle

Siège du gouverneur de la voïvodie (Voïvode) :
- Lublin

Subdivision administrative (et chef-lieu) :
- Powiat de Lublin (Powiat Lubelski), Lublin
- Powiat d'Urzędów (Powiat d'Urzędowski), Urzędów
- Powiat de Łuków (Powiat Łukowski, également appelé terre de Łuków), Łuków

Principaux voïvodes de Lublin :
- Jan Feliks Tarnowski (avant 1494)
- Piotr Firlej, 1537–1545
- Jan Tarło (1527-1587) (après de 1574)
- Marek Sobieski (après de 1597)
- Alexandre Piotr Tarlo (1631-1649)
- Marcin Zamoyski (après de 1682)
- Jan Tarło (1684-1750) (après 1719)
- Tomasz Antoni Zamoyski (après 1744)
- Antoni Lubomirski (après de 1778)

## Sources
1. ↑  http://mbc.cyfrowemazowsze.pl/Content/18436/Historia%20Polski%20w%20Liczbach_1994%20198147.pdf

- Voïvodie de Lublin avec le pays de Łuków par Zygmunt Gloger
- Superpuissance d'Europe centrale, Henryk Litwin, BUM Magazine, octobre 2016.